# Північний Кілінг
Північний Кілінг (англ. North Keeling) — безлюдний атол у складі Кокосових островів.
Острів розташований за 25 км північніше острова Горсбург південної групи Кокосових островів. Площа острова — близько 1,2 км², лагуни — близько 0,5 км². Атолл практично повністю закриває лагуну від океану. Атол, лагуна і півторакілометрова зона океану входять до складу національного парку Пулу-Кілінг.
На острові мешкає ендемічний підвид Gallirallus philippensis andrewsi, а також безліч морських птахів. З флори поширені кокосові пальми. Морська фауна поблизу острова також різноманітна.
Після організації національного парку для відвідування острова потрібен дозвіл.
| Австралія | Це незавершена стаття з географії Австралії. Ви можете допомогти проєкту, виправивши або дописавши її. |